# Hypodiscus sulcatus
Hypodiscus sulcatus är en gräsväxtart som beskrevs av Neville Stuart Pillans. Hypodiscus sulcatus ingår i släktet Hypodiscus och familjen Restionaceae. Inga underarter finns listade i Catalogue of Life.